# Harachwosty
Harachwosty (prononciation : [xaraxˈfɔstɨ]) est un village polonais de la gmina de Huszlew dans le powiat de Łosice de la voïvodie de Mazovie dans le centre-est de la Pologne.
Il se situe à environ 6 kilomètres au sud-ouest de Huszlew (siège de la gmina), 14 kilomètres au sud de Łosice (siège du powiat) et à 122 kilomètres à l'est de Varsovie (capitale de la Pologne).
Le village possède une population de 129 habitants en 2010.

## Histoire
De 1975 à 1998, le village appartenait administrativement à la voïvodie de Biała Podlaska.